# Georg Sperber (Politiker)

Georg Sperber

Georg Sperber (* 19. September 1897 in Schupf, Bezirk Hersbruck; † November 1943 in der Ägäis) war ein deutscher Politiker (NSDAP), SA-Führer und Bürgermeister von Hersbruck.

## Leben und Wirken
Nach dem Besuch der Volksschule (1904 bis 1911) absolvierte Sperber bis 1914 eine Lehre zum Gutswalter. Von 1914 bis 1918 nahm er als Kriegsfreiwilliger am Ersten Weltkrieg teil. Nach dem Krieg gehörte Sperber zeitweise einem Freikorps an.
In den Jahren 1919 bis 1933 verdiente Sperber seinen Lebensunterhalt als Beamter bei der Deutschen Reichspost. Ebenfalls 1919 heiratete er. Aus der Ehe gingen mindestens zwei Kinder hervor. Ein weiteres Kind kam 1928 bei einer Abtreibung als Frühgeburt lebendig zur Welt, verschwand aber unmittelbar danach, was in Hersbruck Anlass für das Gerücht gab, Sperber habe es ertränkt.
Spätestens 1922 wurde er Mitglied der NSDAP, in der er in diesem Jahr die Leitung einer Ortsgruppe und eines Kreisverbandes übernahm. 1924 übernahm Sperber sein erstes öffentliches Amt, als er zum Stadtrat in seiner Heimatgemeinde Hersbruck ernannt wurde.
1932 wurde Sperber für die NSDAP als Abgeordneter in den bayerischen Landtag gewählt.
Nach der nationalsozialistischen Machtergreifung im Frühjahr 1933 wurde Sperber im April desselben Jahres zum Bürgermeister von Hersbruck ernannt. Von November 1933 bis zum Erlöschen seines Mandates im März 1941 gehörte er außerdem dem Berliner Reichstag als Abgeordneter für den Wahlkreis 26 (Franken) an. In der Sturmabteilung (SA), dem paramilitärischen Arm der NS-Bewegung, erreichte Sperber zu dieser Zeit den Rang eines Standartenführers.
Nach seiner Scheidung Ende 1935 heiratete Sperber im Mai 1936 in zweiter Ehe die Turnerin Julchen Lobinger.
Als Sperbers Freund, der fränkische Gauleiter Julius Streicher, im Herbst 1939 im Machtkampf gegen den Nürnberger Polizeichef Benno Martin unterlag, geriet auch Sperbers Position ins Wanken: Die SS grub den alten Fall des verschwundenen Kindes wieder aus. Sperber wurde daraufhin verhaftet und zu sechs Jahren Zuchthaus verurteilt. Gleichzeitig mit seiner Verurteilung wurde Sperber auch sein Reichstagsmandat aberkannt. Aufgrund der sich stetig verschlechternden Kriegslage wurde Sperber jedoch nicht inhaftiert, sondern als Soldat an den Kriegsschauplatz im Mittelmeer verschickt. Dort starb er 1943 beim Untergang eines Schiffes in der Ägäis.